# 유메사키가와역
유메사키가와역(일본어: 夢前川駅, ゆめさきがわえき)은 일본 효고현 히메지시 히로하타 구에 있는 산요 전기철도 아보시 선의 역이다. 역 번호는 SY 52이다.

## 역 구조
상대식 승강장 2면 2선의 지상역이다. 아보시 선이 단선이기 때문에 일부 전동차가 본 역에서 상하행선이 교행한다. 시카마 방향으로 보고 유메사키 강을 건넌 직후의 축제 상에 승강장이 있고 승강장 밑의 통로를 거쳐 선로 북쪽 시카마 방향에 있는 개찰구에 이른다. 개찰 내 통로에 병행해서 남북자유통로가 있다. 아보시 선의 원맨화에 따라 자동 개찰기를 갖춘 무인역으로 역무원은 정기적으로 순회한다.

### 승강장
| 남측 | ■ 아보시 선(하행) | 아보시 행                             |
| 북측 | ■ 아보시 선(상행) | 시카마・아카시・산노미야・오사카 방면 |

## 역 주변
유메사키 강 서안에 있다. 역의 500m 남쪽에 신일본 제철 히로하타 제철소 동문이 있고 역 서쪽에서 히가시구치도리로 불리는 효고 지방 도로 502호 아가호 정차장선과 접한다.
예전에는 역 남쪽에 신일본 제철의 사택이나 관련 시설이 있는 이용자도 많았지만 1980년대 초 이들 대부분이 헐려 승강객이 감소했다. 철거지에는 이토 요카도 히로하타점 등의 교외형 대형 매장을 세우고 현재는 인근 주민 외 쇼핑객과 제철 기념 히로하타 병원의 이용자 등이 주로 본 역을 이용하고 있다. 2012년 3월 현재 차내 자동 방송에서도 "제철 기념 히로하타 병원 앞"이라고 안내되고 있다.
과거에는, 역전 바로 북동쪽에 큰 나무가 있었지만 지금은 베어지고 현존하지 않는다.
- 유메사키 강
- 아가 신사
- 제철 기념 히로하타 병원
- 히메지 시립 히로하타 초등학교
- 이토 요카도 히로하타점
- 니트리 히메지 히로하타점
- 국도 제250호선(하마 국도)

## 역사
- 1940년
  - 10월 15일: 아보시 선 개통 당초에는 종착역으로 설치됨.
  - 12월 23일: 아보시 선이 닛테쓰마에 역(현, 히로하타 역)까지 연장되어 중간역이 됨.
- 1969년 12월: 역사 개축.

## 인접역
| 산요 전기철도 ■ 아보시 선    | 산요 전기철도 ■ 아보시 선 | 산요 전기철도 ■ 아보시 선      |
| ---------------------------- | ------------------------- | ------------------------------ |
| SY 51 니시시카마 시카마 방면 |                           | 히로하타 SY 53 산요아보시 방면 |